# Геровецький Край
45°30′ пн. ш. 14°38′ сх. д. / 45.50° пн. ш. 14.64° сх. д.
Геровецький Край (хорв. Gerovski Kraj) — населений пункт у Хорватії, у Приморсько-Горанській жупанії у складі міста Чабар.

## Населення
Населення за даними перепису 2011 року становило 95 осіб.
Динаміка чисельності населення поселення:

## Клімат
Середня річна температура становить 6,85 °C, середня максимальна – 19,55 °C, а середня мінімальна – -6,15 °C. Середня річна кількість опадів – 1564 мм.
| Клімат поселення                              | Клімат поселення | Клімат поселення | Клімат поселення | Клімат поселення | Клімат поселення | Клімат поселення | Клімат поселення | Клімат поселення | Клімат поселення | Клімат поселення | Клімат поселення | Клімат поселення | Клімат поселення |
| Показник                                      | Січ.             | Лют.             | Бер.             | Квіт.            | Трав.            | Черв.            | Лип.             | Серп.            | Вер.             | Жовт.            | Лист.            | Груд.            |                  |
| Середній максимум, °C                         | 3,19             | 3,52             | 6,07             | 9,94             | 14,50            | 18,35            | 19,46            | 19,55            | 15,92            | 11,64            | 6,53             | 2,83             |                  |
| Середня температура, °C                       | −1,48            | −1,17            | 1,40             | 5,26             | 9,82             | 13,69            | 15,93            | 16,01            | 12,37            | 8,10             | 2,98             | −0,71            |                  |
| Середній мінімум, °C                          | −6,15            | −5,84            | −3,29            | 0,58             | 5,16             | 9,02             | 12,40            | 12,48            | 8,83             | 4,58             | −0,56            | −4,25            |                  |
| Норма опадів, мм                              | 99               | 97               | 118              | 135              | 119              | 143              | 106              | 123              | 142              | 167              | 179              | 136              |                  |
| Середньомісячна швидкість вітру, м/с          | 3.04             | 3.22             | 3.31             | 3.07             | 2.85             | 2.71             | 2.53             | 2.62             | 2.67             | 2.99             | 3.22             | 3.24             |                  |
| Середньомісячна сонячна радіація, кДж/м²·день | 4310             | 7138             | 10282            | 14481            | 18538            | 19895            | 21281            | 17837            | 13182            | 8807             | 4683             | 3600             |                  |
| --------------------------------------------- | ---------------- | ---------------- | ---------------- | ---------------- | ---------------- | ---------------- | ---------------- | ---------------- | ---------------- | ---------------- | ---------------- | ---------------- | ---------------- |
| Джерело:                                      |                  |                  |                  |                  |                  |                  |                  |                  |                  |                  |                  |                  |                  |